# Tra passione e lacrime
Tra passione e lacrime è un singolo della cantautrice italiana Emma, pubblicato il 28 ottobre 2011 come secondo estratto dal secondo album in studio Sarò libera.

## Descrizione
Il testo, come raccontato dalla stessa artista, rappresenta un viaggio attraverso i sentimenti contrastanti che colorano una passione, dall'amore al dolore, dalla rabbia alla gioia, la forza e le fragilità che ognuno di noi prova dentro di sé quando ama.
Il brano è arrivato alla 42ª posizione della Top Singoli ed è stato inserito nella compilation Love 2012.

## Video musicale
Il video, diretto da Marco Salom e prodotto dalla Angel Film, è stato reso disponibile in concomitanza con il lancio del singolo in anteprima sul sito web del Corriere della Sera. Il video è ambientato in un posto isolato, circondato da vegetazione scarna e stepposa, dove la cantante vive in una semplice roulotte. La cantante è intenta a compiere gesti quotidiani, come svegliarsi e preparare un caffè, accendere la radio ed uscire in bicicletta per recarsi in un vicino stagno, sempre in solitudine.

## Tracce
Testi e musiche di Giulia Anania, Luca Angelosanti e Francesco Morettini.
1. Tra passione e lacrime – 3:59

## Classifiche
| Classifica (2011) | Posizione massima |
| ----------------- | ----------------- |
| Italia            | 42                |